# Pilgrim's Road Esker SAC
Pilgrim's Road Esker SAC este o arie protejată (sit de importanță comunitară — SCI) din Irlanda întinsă pe o suprafață de 69,73 ha, integral pe uscat.

## Localizare
Centrul sitului Pilgrim's Road Esker SAC este situat la coordonatele 53°20′00″N 7°56′35″W / 53.333252°N 7.943078°V.

## Înființare
Situl Pilgrim's Road Esker SAC a fost declarat sit de importanță comunitară în noiembrie 1997 pentru a proteja un număr necunoscut de specii din flora spontană și fauna sălbatică aflate în arealul zonei.

## Biodiversitate
Situată în ecoregiunea atlantică, aria protejată conține 1 habitat natural: Pajiști uscate seminaturale și facies de acoperire cu tufișuri pe substraturi calcaroase (Festuco-Brometalia) (* situri importante pentru orhidee).
La baza desemnării sitului se află un număr nedeclarat de specii protejate.
Pe lângă speciile protejate, pe teritoriul sitului au mai fost identificate 1 specie de plante.